# Kristijan Đurasek
Kristijan Đurasek (* 26. Juli 1987 in Varaždin) ist ein ehemaliger kroatischer Radrennfahrer.

## Werdegang
Đurasek begann seine internationale Karriere 2006 bei dem slowenischen Continental Team Perutnina Ptuj. Bis 2018 wurde er siebenmal kroatischer Meister im Erwachsenenbereich: dreimal im Straßenrennen der U23, einmal im U23-Einzelzeitfahren, zweimal im Straßenrennen der Elite und einmal im Elite-Zeitfahren.
Im Jahr 2013 fuhr er erstmals in einem ProTeam, der italienischen Mannschaft Lampre-Merida: In diesem Jahr gelang ihm nach einer Attacke am Schlussanstieg des lombardischen Halbklassikers Tre Valli Varesine sein bis dahin größter Erfolg. Mit der Türkei-Rundfahrt sein erstes internationales Etappenrennen. Er verteidigte seine Führung auf der letzten Etappe trotz Magenproblemen und leichtem Fieber. Im selben Jahr gewann er eine Etappe der Tour de Suisse, 2018 eine Etappe der Kroatien-Rundfahrt.
2016 startete Kristijan Đurasek im Straßenrennen der Olympischen Spiele in Rio de Janeiro und belegte Rang 18, nachdem er bei den Spielen in London vier Jahre zuvor 68. geworden war.
Im Rahmen der Ermittlungen der „Operation Aderlass“ rund um den deutschen Sportmediziner Mark Schmidt geriet Đurasek im Mai 2019 unter Verdacht, gegen die Anti-Dopingbestimmungen insbesondere durch Blutdoping verstoßen zu haben. Er wurde deswegen im November 2019 durch den Weltradsportverband UCI für vier Jahre gesperrt. Festgestellt wurden Verstöße in der Zeit von 2016 bis 2019.

## Erfolge
2007
- Kroatischer Meister – Straßenrennen (U23)

2008
- Kroatischer Meister – Einzelzeitfahren (U23)
- Kroatischer Meister – Straßenrennen (U23)

2009
- Kroatischer Meister – Straßenrennen
- Kroatischer Meister – Straßenrennen (U23)

2011
- Kroatischer Meister – Einzelzeitfahren
- Kroatischer Meister – Straßenrennen
- Gran Premio Folignano
- Trofeo Internazionale Bastianelli

2013
- Tre Valli Varesine

2015
- Gesamtwertung Türkei-Rundfahrt
- eine Etappe Tour de Suisse

2017
- eine Etappe Kroatien-Rundfahrt

## Grand-Tour-Platzierungen
| Grand Tour            | 2013 | 2014 | 2015 | 2016 | 2017 | 2018 | 2019 |
| --------------------- | ---- | ---- | ---- | ---- | ---- | ---- | ---- |
| Giro d’ItaliaGiro     | 67   | –    | –    | –    | –    | –    | –    |
| Tour de FranceTour    | –    | 46   | 76   | 51   | 50   | 40   | –    |
| Vuelta a EspañaVuelta | –    | –    | 63   | 67   | –    | –    | –    |

## Teams
- 2006 Perutnina Ptuj
- 2007 Perutnina Ptuj
- 2008 Perutnina Ptuj
- 2009 Loborika (ab 1. Mai)
- 2010 Loborika
- 2011 Loborika Favorit Team
- 2012 Adria Mobil
- 2013 Lampre-Merida
- 2014 Lampre-Merida
- 2015 Lampre-Merida
- 2016 Lampre-Merida
- 2017 UAE Team Emirates
- 2018 UAE Team Emirates
- 2019 UAE Team Emirates